# USS Trumpeter (DE-180)
USS Trumpeter (DE-180) là một tàu hộ tống khu trục lớp Cannon từng phục vụ cùng Hải quân Hoa Kỳ trong Chiến tranh Thế giới thứ hai. Nó là chiếc tàu chiến thứ hai của Hải quân Hoa Kỳ được đặt cái tên này, theo tên Trung úy Hải quân George Nelsom Trumpeter (1919-1942), phi công hải quân phục vụ trên tàu sân bay hộ tống USS Santee (CVE-29) và đã mất tích trong Chiến dịch Torch tại Bắc Phi vào ngày 8 tháng 11, 1942. Nó đã phục vụ cho đến khi chiến tranh kết thúc, xuất biên chế năm 1947, rồi rút đăng bạ năm 1973 và bị tháo dỡ một năm sau đó.

## Thiết kế và chế tạo
Lớp Cannon có thiết kế hầu như tương tự với lớp Buckley dẫn trước; khác biệt chủ yếu là ở hệ thống động lực Kiểu DET (diesel electric tandem). Các động cơ diesel đặt nối tiếp nhau dẫn động máy phát điện để cung cấp điện năng quay trục chân vịt cho con tàu. Động cơ diesel có ưu thế về hiệu suất sử dụng nhiên liệu, giúp cho lớp Cannon cải thiện được tầm xa hoạt động, nhưng đánh đổi lấy tốc độ chậm hơn.
Vũ khí trang bị bao gồm ba pháo 3 in (76 mm)/50 cal trên tháp pháo nòng đơn có thể đối hạm hoặc phòng không, một khẩu đội pháo phòng không Bofors 40 mm nòng đôi và tám pháo phòng không Oerlikon 20 mm. Vũ khí chống ngầm bao gồm một dàn súng cối chống tàu ngầm Hedgehog Mk. 10 (có 24 nòng và mang theo 144 quả đạn); hai đường ray Mk. 9 và tám máy phóng K3 Mk. 6 để thả mìn sâu. Con tàu vẫn giữ lại ba ống phóng ngư lôi Mark 15 21 inch (533 mm). Thủy thủ đoàn đầy đủ bao gồm 15 sĩ quan và 201 thủy thủ.
Cái tên Trumpeter thoạt tiên được đặt cho chiếc DE-279, một tàu hộ tống khu trục lớp Evarts, nhưng được chuyển giao cho Anh Quốc theo Chương trình Cho thuê-Cho mượn (Lend-Lease) và phục vụ như tàu frigate HMS Kempthorne (K483). Trumpeter (DE-180) được đặt lườn tại xưởng tàu của hãng Federal Shipbuilding and Drydock Company ở Newark, New Jersey vào ngày 7 tháng 6, 1943. Nó được hạ thủy vào ngày 19 tháng 9, 1943, được đỡ đầu bởi bà Hazel Vivian Trumpeter, mẹ Trung úy Trumpeter, và nhập biên chế cùng Hải quân Hoa Kỳ tại Xưởng hải quân New York vào ngày 16 tháng 10, 1943 dưới quyền chỉ huy của Hạm trưởng, Trung tá Hải quân John R. Litchfteld.

## Lịch sử hoạt động

### Mặt trận Đại Tây Dương
Sau khi nhập biên chế, Trumpeter tiếp tục được trang bị hoàn thiện tại Xưởng hải quân New York cho đến ngày 28 tháng 10, 1943, khi nó tiến hành chạy thử máy tại xưởng tàu. Rời New York vào đầu tháng 11, nó tiến hành chạy thử máy huấn luyện tại khu vực Bermuda rồi lên đường vào ngày 2 tháng 12 để quay trở lại New York để được sửa chữa sau chạy thử máy.
Rời New York vào ngày 16 tháng 12, Trumpeter đi đến Căn cứ Không lực Hải quân Quonset Point để tạm thời phục vụ cùng Đơn vị Phát triển Chống ngầm Hạm đội Đại Tây Dương. Nó tham gia thử nghiệm thiết bị chống ngầm cho đến ngày 17 tháng 1, 1944, khi nó rời vịnh Narragansett để quay trở lại New York. Con tàu được sửa chữa động cơ phát điện chính trước khi quay trở lại Quonset Point, Rhode Island, và ở lại đây cho đến ngày 13 tháng 2. Được tách khỏi nhiệm vụ thử nghiệm, nó đi đến New York để bảo trì, rồi gia nhập cùng Đội đặc nhiệm 27.2 vào ngày 20 tháng 2 để cùng đơn vị này, vốn còn bao gồm hai tàu sân bay hộ tống và hai tàu hộ tống khu trục khác, lên đường hướng sang Brazil.
Đi đến Recife, Brazil vào ngày 1 tháng 3, Trumpeter trình diện để phục vụ cùng Đệ Tứ hạm đội, rồi tiếp tục đi đến Rio de Janeiro vào ngày 7 tháng 3. Nó lại đi đến Bahia, Brazil vào ngày 17 tháng 3 để được bảo trì trong mười ngày, rồi cùng các tàu chị em Straub (DE-181) và Gustafson (DE-182) khởi hành vào ngày 28 tháng 3. Gặp gỡ tàu sân bay hộ tống Solomons (CVE-67) vào ngày 31 tháng 3, nó trình diện cùng Tư lệnh Đội đặc nhiệm 41.6 để bắt đầu hoạt động tuần tra chống tàu ngầm.
Vào giai đoạn này của cuộc chiến tranh, cường độ hoạt động của tàu ngầm U-boat Đức tại khu vực Nam Đại Tây Dương đã giảm bớt, nên phần lớn những chuyến tuần tra của Trumpeter đều không phát hiện đối thủ. Vào ngày 15 tháng 6, trong lúc nó cùng đội tìm-diệt của Solomons đang tuần tra tại khu vực giữa Đại Tây Dương, máy bay xuất phát từ chiếc tàu sân bay hộ tống đã phát hiện, tấn công và đánh chìm chiếc U-860 tại vị trí về phía Nam Saint Helena, ở tọa độ 25°27′N 05°30′T / 25,45°N 5,5°T. Trong khi Trumpeter ở lại hộ tống bảo vệ cho Solomons, các tàu hộ tống khu trục Straub và Herzog (DE-178) được phái đến hiện trường cách chiếc tàu sân bay khoảng 40 mi (64 km), nơi Herzog cứu vớt 20 người sống sót từ chiếc U-860 và đưa số tù binh chiến tranh này đi đến cảng Recife vào ngày 23 tháng 6.
Rời Recife vào ngày 1 tháng 9, Trumpeter gặp gỡ tàu tuần dương hạng nhẹ Memphis (CL-13) và tàu chị em Cannon (DE-99) trên đường đi vào ngày 3 tháng 9, và cùng hướng đến Rio de Janeiro. Sau khi được bảo trì và tiếp liệu trong hai tuần, nó lên đường vào ngày 22 tháng 9 cho chuyến vượt Đại Tây Dương đầu tiên, hộ tống các tàu chở quân General M. C. Meigs (AP-116) và General W. A. Mann (AP-112) vận chuyển binh lính thuộc Lực lượng Viễn chinh Brazil đi sang mặt trận châu Âu. Nó đi đến Gibraltar vào ngày 4 tháng 10, nhưng phải khởi hành ngay trong vòng sáu giờ để quay trở lại vùng bờ Đông Hoa Kỳ. Con tàu về đến New York vào ngày 13 tháng 10, nơi nó được đại tu trong một tháng trong ụ tàu.
Khởi hành vào ngày 14 tháng 11, Trumpeter hướng đi Nam Mỹ, và đã thực hành tác xạ lúc đang trên đường đi. Lúc 17 giờ 00 ngày 23 tháng 11, con tàu đi đến Fortaleza, Brazil, ghé qua cảng này trong ít lâu trước khi tiếp tục hành trình và đi đến Recife vào ngày 25 tháng 11. Trong tháng 12, chiếc tàu hộ tống khu trục thực hành tác xạ, và sau đó tiến hành tuần tra từ cảng Recife cùng tàu tuần dương hạng nhẹ Marblehead (CL-12) và tàu khu trục Micka (DE-176). Vào ngày 24 tháng 12, nó thả neo tại Bahia, và được bảo trì tại cảng này cho đến ngày 2 tháng 1, 1945, khi nó lên đường tiếp tục nhiệm vụ tuần tra. Trong ba tháng tiếp theo con tàu hoạt động tuần tra tại khu vực Nam Đại Tây Dương, và đến đầu tháng 3 đã hộ tống cho tàu tuần dương hạng nhẹ Omaha (CL-4) đi từ Recife đến Montevideo, Uruguay.
Rời Uruguay vào ngày 22 tháng 3, 1945, Trumpeter đi lên phía Bắc, về đến New York vào ngày 8 tháng 4. Sau khi vào ụ tàu để sửa chữa, nó tham gia các đợt thực hành chống tàu ngầm tại Casco Bay, Maine. Vào ngày 24 tháng 4, đang khi tuần tra ngoài khơi bờ biển New England, con tàu va phải một vật thể ngầm dưới nước, làm hư hại vòm sonar, buộc nó phải tách khỏi Đội đặc nhiệm 22.6 và đi đến Norfolk, Virginia để sửa chữa. Nó gia nhập trở lại đội đặc nhiệm vào ngày 26 tháng 4 và tiếp tục tuần tra chống tàu ngầm cho đến tháng 5. Vào ngày 8 tháng 5, nó đi đến New London, Connecticut để huấn luyện thực hành chống tàu ngầm, rồi đi đến New York để tham gia hộ tống cho Đoàn tàu UGS-94 vượt Đại Tây Dương. UGS-94 khởi hành vào ngày 22 tháng 5, và sau chặng dừng tại Azores đã hướng đến các cảng Địa Trung Hải. Các tàu vận tải trong đoàn phân tán đến nhiều cảng trong khu vực vào các ngày 7 và 8 tháng 6, trong khi Trumpeter đi đến Oran và ở lại đây trước khi lên đường quay trở về. Nó được tiếp nhiên liệu tại Horta, Azores, và về đến Boston, Massachusetts vào ngày 19 tháng 6.

### Mặt trận Thái Bình Dương
Sau một giai đoạn đại tu kéo dài tại xường tàu, Trumpeter khởi hành vào ngày 23 tháng 7 cho hành trình hướng sang khu vực Mặt trận Thái Bình Dương. Di chuyển trong vùng biển Caribe, nó đi đến vịnh Guantánamo, Cuba vào ngày 27 tháng 7, nơi nó huấn luyện ôn tập tác xạ, chống tàu ngầm, kiểm soát hư hỏng và bắn phá bờ biển. Nó rời Cuba vào ngày 10 tháng 8, và băng qua kênh đào Panama để đi San Diego, California. Sau khi được bảo trì, nó rời vùng bờ Tây vào ngày 27 tháng 8 và đi đến Trân Châu Cảng vào ngày 2 tháng 9. Tại đây con tàu luân phiên thực hành huấn luyện với nhiệm vụ canh phòng máy bay cho tàu sân bay cho đến cuối tháng 10, khi nó chuyển sang nhiệm vụ tuần tra quan trắc thời tiết tại khu vực Bắc Thái Bình Dương.
Quay trở lại khu vực quần đảo Hawaii vào tháng 12, Trumpeter lên đường vào ngày 18 tháng 12 để băng qua kênh đào Panama, và đi đến Boston vào đầu tháng 1, 1946. Chiếc tàu hộ tống khu trục ở lại vùng bờ Đông cho đến tháng 2, khi nó đi đến Green Cove Springs, Florida để gia nhập thành phần dự bị. Nó được cho xuất biên chế vào ngày 14 tháng 6, 1946,  chờ đợi để được chuyển giao cho hải quân một nước đồng minh, nhưng kế hoạch bị hủy bỏ, và việc đại tu ngừng hoạt động hoàn tất vào tháng 12, 1947. Tên nó sau cùng cũng được rút khỏi danh sách Đăng bạ Hải quân vào ngày 1 tháng 8, 1973, và con tàu được dự định sẽ bị đánh chìm như một mục tiêu thực hành. Một lần nữa kế hoạch lại bị thay đổi, và con tàu bị bán cho hãng Boston Metals Company tại Baltimore, Maryland vào ngày 18 tháng 6, 1974 với trị giá 94.666,66 Đô-la để tháo dỡ.

## Phần thưởng
Nguồn: Navsource Naval History
|  |  |  |

| Huân chương Chiến dịch Hoa Kỳ | Huân chương Chiến dịch Châu Âu-Châu Phi-Trung Đông | Huân chương Chiến thắng Thế Chiến II |